# Collège Saint-Étienne (Delhi)
Pour les articles homonymes, voir Collège Saint-Étienne.
Le collège Saint-Étienne (en anglais : St. Stephen's College, en ourdou : سینٹ سٹیفنس کالج دلھ, en hindi : सेंट स्टीफन कॉलेज) est un collège chrétien faisant partie de l'université de Delhi situé à Delhi en Inde.
Le collège délivre des bachelors et des masters en arts libéraux et en sciences.

## Étudiants célèbres

### Personnalités politiques
- Fakhruddin Ali Ahmed, ancien président indien[2]
- Mani Shankar Aiyar, ancien ministre du Cabinet[3]
- Swapan Dasgupta, journaliste et éditorialiste politique[4]
- Gopalkrishna Gandhi, ancien gouverneur du Bengale-Occidental[5]
- Indrajit Gupta, ancien ministre de l'Intérieur indien[6]
- Salman Khurshid, ministre des Affaires étrangères et ancien ministre de la Justice[7]
- Arun Maira, membre de la Commission du planning[8]
- Sir Chhotu Ram, homme politique pré-séparatiste, anobli en 1937[9]
- Arun Shourie, journaliste et économiste à la Banque mondiale[10]
- Kapil Sibal, ministre de la Justice indien[11]
- Pradeep Kumar Sinha, homme politique indien.
- Shashi Tharoor, ministre d'État, ancien sous-secrétaire général des Nations unies[7]
- Muhammad Zia-ul-Haq, ancien président du Pakistan[12]
- Kaydor Aukatsang, homme politique tibétain.
- Vrinda Grover, militante pour les droits humains[13]

### Acteurs
- Kabir Bedi[14]
- Suraj Sharma[15]

### Poètes et écrivains
- Rajmohan Gandhi, biographe[16],[17]
- Janice Pariat, écrivain[18]
- Ramkumar Verma, poète hindi[19]
- Amitav Ghosh, écrivain[20]
- Sonam Topgyal Kazi, écrivain et traducteur tibétain[21]

### Économistes
- Montek Singh Ahluwalia[22]
- Kaushik Basu[23]
- Madhabi Puri Buch[24]

### Journalistes
- Sagarika Ghose[25]
- Siddharth Kak, réalisateur de documentaires[26]
- Arun Shourie[27]